# Astroceras compar
Astroceras compar is een slangster uit de familie Euryalidae.
De wetenschappelijke naam van de soort werd in 1904 gepubliceerd door René Koehler.